# Zavadi pa vladaj
Zavadi pa vladaj (lat. divide et impera) je jedna od najpoznatijih latinskih izreka, koja se pripisuje Juliju Cezaru. Od njegovog vremena, je to jedna od maksima politike i sociologije u nauci o vladanju. Ona predstavlja kombinaciju političkih, vojnih i ekonomskih strategija koje omogućuju uspon i održavanje moći razjedinjavanjem protivnika, tako da se nisu u stanju da se suprotstave.

## Istorija
Metodom zavadi pa vladaj uspeo je rimski konzul i general Aulo Gabinije da pacifizira Judeju podelivši Jevreje na pet frakcija, kako je to opisao Josip Flavije u knjizi Jevrejski rat (knjiga I, 169-170) Zahvaljujući Strabonu i njegovoj Geografiji znamo da su se Rimljani poslužili istom metodom da razjedine Ahajski savez nakon Trećeg makedonskog rata posvadivši dotadašnje saveznike, što je na kraju dovelo do raspada saveza 146. p. n. e.
U novom dobu i Nikolo Makijaveli savetovao je sličnu metodu u 6. poglavlju svoje knjige Umetnost ratovanja (Dell'arte della guerra). Po njemu dobar vojskovođa treba nastojati na sve načine da razjedini snage svojih neprijatelja, ili tako da njegov protivnik postane sumnjičav prema svojim ljudima u koje je dotad verovao, ili tako da ga na bilo koji način prisili da razdvoji svoje snage i na taj način ga oslabi.
Korištenje strategije podeli pa vladaj pripisuje se brojnim evropskim vladarima od francuskog Luja XI do Habzburgovaca.
U svom eseju Večni mir: Filozofska skica Imanuel Kant je maksimu podeli pa vladaj stavio kao treću za dobrog vladara, prve dve su Fac et excusa (Deluj odmah, obrazloži kasnije) i Si fecisti, nega (Ako pogrešiš, negiraj).

## Karakteristike
Elementi metode podeli pa vladaj sastoje se od:
- Stvaranja ili podsticanja podele među rivalima, kako bi se sprečilo da se udruže i tako ugroze vladara
- Pomaganja i podsticanja svih onih koji su spremni na saradnju sa vladarom
- Podsticanja nepoverenja i neprijateljstva između lokalnih lidera
- Podsticanja besmislenih izdataka kod rivala, kako bi se smanjila njihova odbrambena i politička sposobnost.

Tokom istorije ovom strategijom su se koristile brojne imperije koje su na taj način željele proširiti svoje teritorije.
Metodom zavadi pa vladaj koriste se i preduzeća u tržišnoj ekonomiji, da istisnu konkurenciju i zavladaju nekim tržištem.

## Najpoznatiji primeri politikezavadi pa vladaj

### Afrika
Metodom zavadi pa vladaj koristile su se sve evropske kolonijalne sile u kolonizaciji Afrike u drugoj polovini 19. veka, kad su zavladale nad gotovo celokupnim afričkim kontinentom, sa relativno malim snagama. Ista politika primenjuje se i u postkolonijalnom periodu, pa su brojne afričke zemlje međusobno ratovale ili su u stanju trajnog neprijateljstva, što omogućuje njihovim stvarnim gospodarima lakšu kontrolu nad njima.

### Indijski potkontinent
Britanci su uspešnim sprovođenjem politike zavadi pa vladaj uspeli da zavladaju celim Indijskim potkontinentom i da dugo vladaju njime koristeći pritom male snage, stalno podstičući sukobe između lokalnih radža.

### Evropa
Iako se činilo da je to naivna metoda, i da ju je u Evropi 20. veka nemoguće uspešno primeniti - slučaj bivše Jugoslavije, pokazuje da je ta metoda večna, jer je uspešno sprovedena. Ona se ne bi mogla primeniti da Jugoslavija nije bila zrela za to, ali ostaje da se ta metoda oslanja na trajne ljudske mane, koje su izgleda imanentne svim ljudima.